# Nargund
Nargund är en ort i Indien.   Den ligger i distriktet Gadag och delstaten Karnataka, i den sydvästra delen av landet, 1 400 km söder om huvudstaden New Delhi. Nargund ligger 606 meter över havet och antalet invånare är 33 403.
Terrängen runt Nargund är platt. Runt Nargund är det ganska tätbefolkat, med 222 invånare per kvadratkilometer. Nargund är det största samhället i trakten. Trakten runt Nargund består till största delen av jordbruksmark.